# جوزيف كينيدي الثالث
جوزيف كينيدي الثالث (بالإنجليزية: Joseph P. Kennedy III) (و. 1980 – م)هو سياسي، ومحامي من الولايات المتحدة الأمريكية .
وهو عضو في الحزب الديمقراطي الأمريكي .

## التعليم
تعلم في جامعة ستانفورد، وكلية هارفارد للحقوق.